# Саратовский областной театр оперетты
Саратовский областной театр оперетты — музыкальный театр, расположенный на улице Театральной в городе Энгельсе Саратовской области.

## История театра

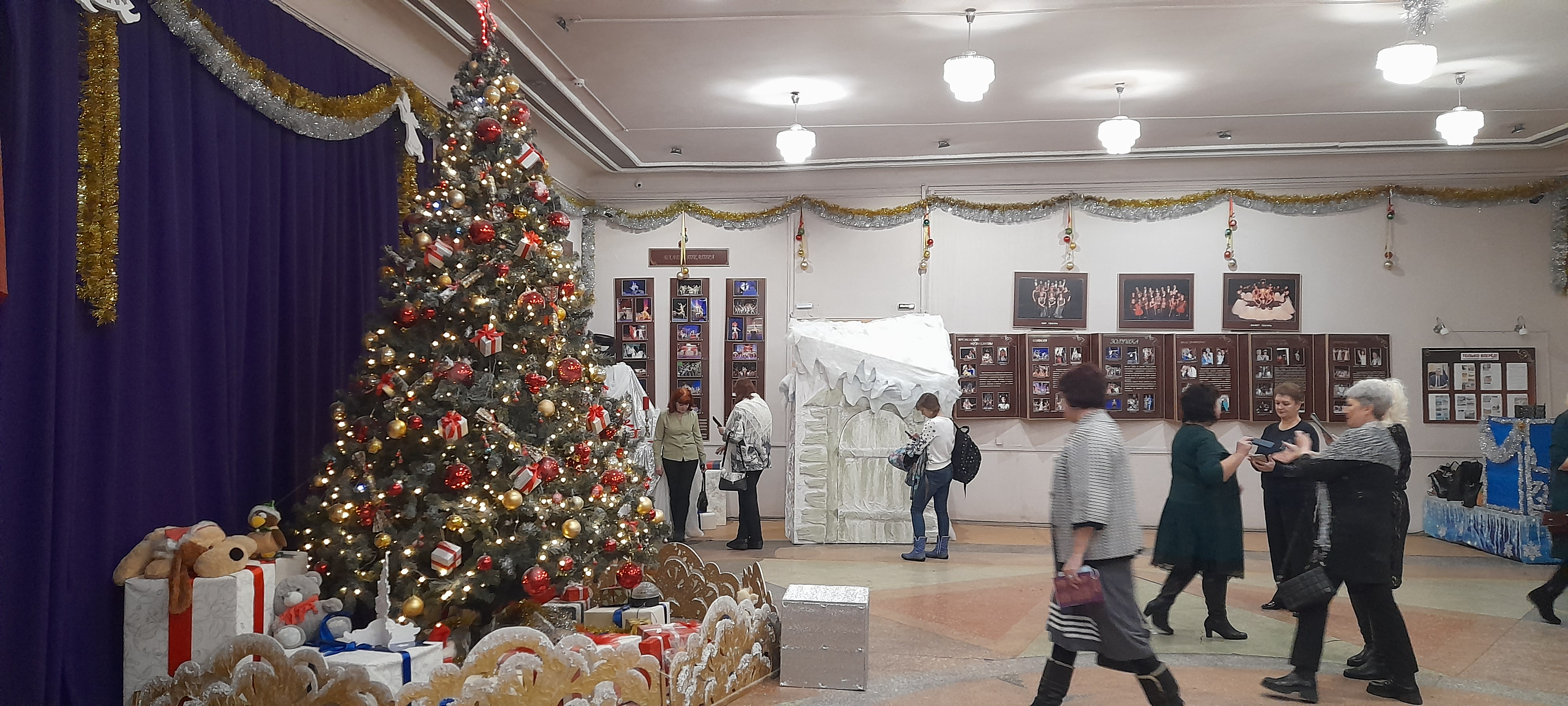
Фойе театра

Оперетта появилась в Саратове ещё в середине XIX века, когда в город наезжали антрепренёры с опереточными труппами. С 1928 года, когда был образован Нижне-Волжский край. в Саратове и районных центрах стала бывать с гастролями труппа Сталинградского театра оперетты.
Во второй половине 1960-х годов в ДК «Россия» (Саратов) был создан народный театр оперетты. В это же время один из городов СССР не был готов к приёму нового запланированного Министерством культуры СССР музыкального театра. По предложению Саратовского облисполкома этот театр с госбюджетом и штатами был передан в Саратовскую область, но из-за того, что в Саратове уже имелся театр оперы и балета, в репертуаре которого были оперетты, было принято решение разместить театр в Энгельсе в здании дома культуры, в котором ранее располагались русский и немецкий гостеатры.
Первое представление в театре состоялось 7 октября 1968 года, это был спектакль-концерт «Будем знакомы, дорогие земляки!».
Первым директором театра был Ефим Нейман (который до этого возглавлял ДК «Россия»), главным режиссёром стал Герман Келлер, главным дирижёром Всеволод Дубчак, главным балетмейстером Владимир Никитин. Основу труппы составили солисты оперетты Лилия Мартынова, Леонид Холодков, Эдуард Карасёв, Алла Суркова, солисты балета Тамара и Владислав Чарлины, а также молодые талантливые выпускники театральных ВУЗов Москвы, Ленинграда, Ростова и Саратова Вячеслав Войнаровский, Юрий Дрожняк, Галина Кобзарь, Валерий Мироненко, Зинаида Ступак, Лариса Михалевская, Софья Довжанская, Любовь Кизер. Здание дома культуры не было приспособлено для размещения театра: не было репетиционных, грим-уборных, цехов. В связи с этим первые полтора года коллектив театра много гастролировал, было показано около 100 спектаклей на выезде. В это время здание ремонтировалось и приспосабливалось. 24 января 1970 года обновлённый театр вновь открылся. Специально для работников театра был построен жилой дом.
На смену Герману Келлеру пришёл В. П. Макаров, а главным дирижёром театра стал Э. В. Розен.
В первые годы становления театра большой проблемой являлась наполняемость театра. Как правило, на премьерах и на выездных спектаклях на сценах саратовских театров зал был полон, но на спектакли текущего репертуара, потерявшие новизну, зритель не шёл. В связи с этим с тех пор и до настоящего времени периодически встаёт вопрос о переводе театра в Саратов.
Для популяризации театра театр стал проводить активную работу со зрителями: проходили творческие встречи, вечера, концерты, был организован клуб любителей искусств. Постепенно при театре организовался зрительский актив.
В летние месяцы театр выезжал на гастроли по городам и рабочим посёлкам области, а также в Соликамск, Березняки, Уфу, Краснокамск, Псков, Кострому, Смоленск, Рязань, Калугу, Тамбов, Курск, Харьков, Керчь, Севастополь, Грозный.
Среди артистов театра было много выдающихся мастеров сцены, в том числе Рея Петровна Егорова, Аркадий Гусев, Виктор Порфиров.
Спустя несколько лет из театра ушли В. П. Макаров и Э. В. Розен. На смену им пришли: на место главного режиссёра заслуженный артист Узбекской ССР Л. Ицков, на место главного дирижёра Г. Манвелов, на место главного балетмейстера А. Якубов.
В 1976 году главным дирижёром и директором театра стал В. Я. Левиновский.

### Выдающиеся постановки прошлых лет
- «Любовь, любовь» Исаака Дунаевского[1]
- «Полярная звезда» Вениамина Баснера
- 1970 — «Свадьба в Малиновке» Бориса Александрова. Режиссёры: В. П. Макаров, Э. В. Розен
- «Летучая мышь» Иоганна Штрауса
- «Весёлая вдова» Франца Легара
- «Фиалка Монмартра» Имре Кальмана
- «Марица» Имре Кальмана
- «Крыши Парижа» Жака Оффенбаха
- «Поцелуй Чаниты» Юрия Милютина. Режиссёр: Ю. Хмельницкий
- «Цыганская любовь» Франца Легара. Режиссёр: Ю. Хмельницкий

## Современная труппа театра
| Солистки театра - Заслуженная артистка РФ Лариса Комиссарова - Наталья Антонова - Юлия Боборыко - Полина Вдовина - Любовь Данилова - Анастасия Завьялова - Наталья Карамышева - Оксана Колчина - Елена Комиссарова - Василина Мазилкина - Екатерина Петрова - Владислава Решетникова - Анна Сватковская - Ольга Склярова - Екатерина Умришова - Марина Фролова - Татьяна Харькова | Солисты театра - Заслуженный артист РФ Равиль Улямаев - Заслуженный артист РФ Александр Фатеев - Заслуженный артист РФ Алексей Хрусталёв - Тимур Абдурахманов - Георгий Базанов - Даниил Вильперт - Андрей Каленюк - Роман Каляев - Максим Корниец - Глеб Комлев - Михаил Крещиков - Григорий Расоян - Артём Сергеев - Максим Тубольцев - Илья Фомин - Альберт Хачанян |

## Репертуар театра
- 1968

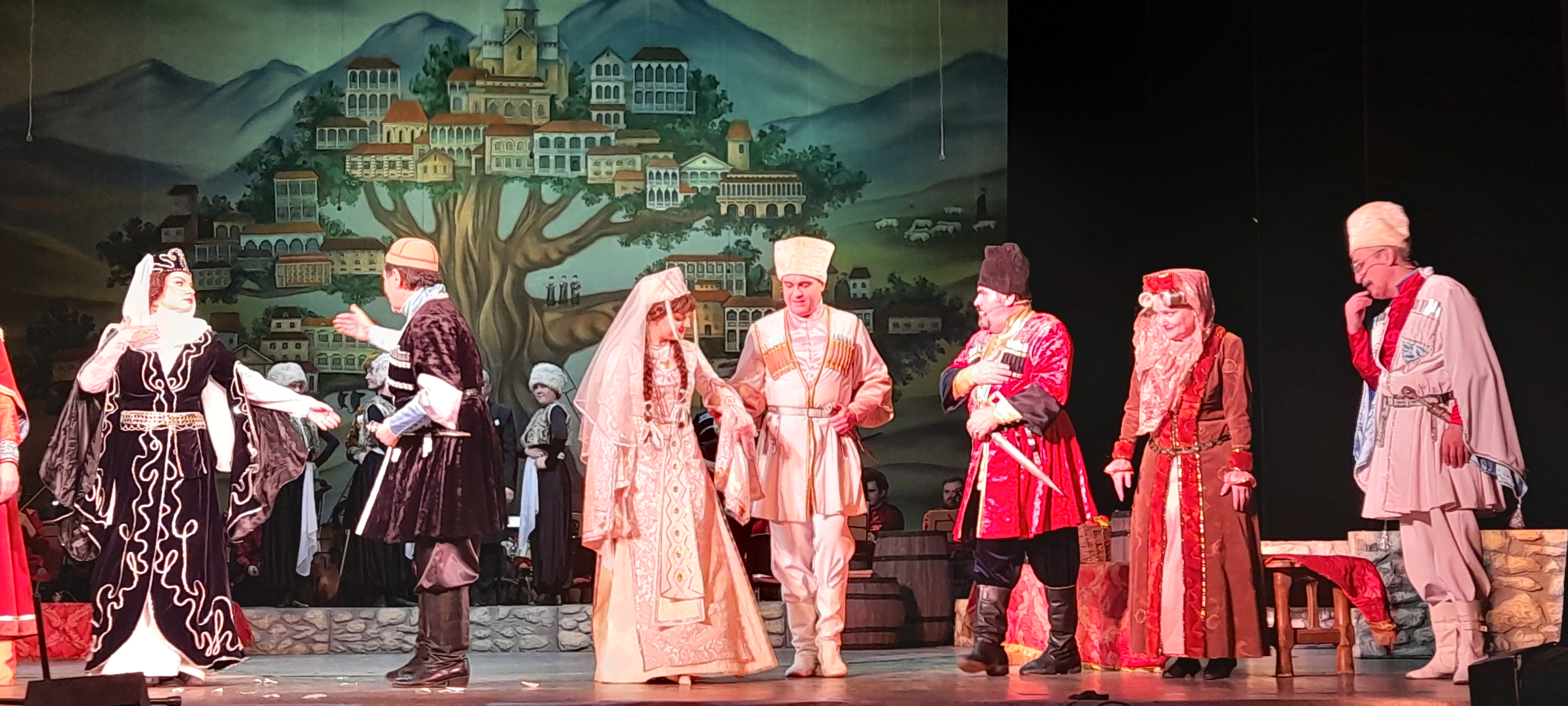
Финальная сцена комедии «Ханума», 2023 год

  - «Будем знакомы, дорогие земляки!»
- 1969
  - «Любовь, любовь» — И. Дунаевский
  - «Полярная звезда» — В. Баснер
- 1970
  - «Свадьба в Малиновке» — Б. Александров
  - «Летучая мышь» — И. Штраус
  - «Весёлая вдова» — Ф. Легар
  - «Фиалка Монмартра» — И. Кальман
- 1971
  - «Марица» — И. Кальман
  - «Крыши Парижа» — Ж. Оффенбах
  - «Журавль в небе» — А. Колкер
  - «Не прячь улыбку» — Р. Гаджиев
  - «Поцелуй Чаниты» — Ю. Милютин
  - «Цыганская любовь» — Ф. Легар
- 1972
  - «Любовь по-американски» — В. Колло
  - «Город моей мечты» — М. Табачников
  - «Конкурс красоты» — А. Долуханян
  - «Камилла» — А. Новиков
- 1973
  - «Роз-Мари» — Р. Фримль, Г. Стотгарт
  - «Сильва» — И. Кальман
  - «Верка и алые паруса» — Г. Портнов
  - «Принцесса цирка» — И. Кальман
- 1974
  - «Муж моей жены» — Х. Плиев
  - «Возраст женщины» — В. Семёнов
  - «Моя прекрасная леди» — Ф. Лоу
  - «Восемнадцать лет» — В. Соловьёв-Седой
- 1975
  - «Цыганский барон» — И. Штраус
  - «На крыльях оперетты»
  - «Ханума» — Г. Канчели
  - «Баядера» — И. Кальман
  - «Тогда в Севилье» — М. Самойлов
- 1977
  - «На рассвете» — О. Сандлер
- 1978
  - «Мы хотим танцевать» — А. Петров
  - «Королевская ложа» — Т. Добжанский
- 1979
  - «Женихи» — И. Дунаевский
  - «Здрасьте, я ваша тётя!» — О. Фельцман
- 1980
  - «Моя жена — лгунья» — В. Ильин
  - «Не верьте мужчинам» — В. Гроховский
  - «Прекрасная Елена» — Ж. Оффенбах
  - «Волшебник изумрудного города»
  - «Золотой ключик»
  - «Музгород»
- 1981
  - «Пусть гитара играет» — О. Фельцман
  - «Между небом и землёй» — В. Баснер
  - «Цыган-премьер» — И. Кальман
  - «Век — живи, век — люби» — В. Дмитриев
- 1982
  - «Ограбление в полночь» — М. Самойлов
  - «Дачный роман» — А. Колкер
  - «Денис Давыдов» — А. Мдивани
  - «Жил-был ковбой»
- 1983
  - «Олеандра — невеста Йоргена» — М. Самойлов
  - «Принцесса из Марьиной рощи» — Н. Богословский
  - «Графиня Марица» — И. Кальман
  - «Золотая паутина» — В. Беренков
- 1984
  - «Королева чардаша» — И. Кальман
  - «Левша» — В. Дмитриев
  - «Севастопольский вальс» — К. Листов
  - «Сестра Керри» — Р. Паулс
- 1985
  - «Фиалка Монмартра» — И. Кальман
  - «Лёгкая жизнь» — М. Самойлов
  - «Проделки влюблённых обманщиков» — Ж. Оффенбах
- 1986
  - «Вольный ветер» — И. Дунаевский
  - «Графиня из Гонконга» — Ч. Чаплин
  - «Женоненавистник» — М. Феркельман
- 1987
  - «Великая герцогиня Герольштейнская» — Ж. Оффенбах
  - «Не гаси фонарь, Диоген» — В. Лебедев
  - «Ужасная девчонка» — О. Фельцман
- 1988
  - «Фея карнавала»
  - «Любовь — всегда загадка» — А. Колкер
- 1989
  - «Рокеры» — В. Улановский
  - «Терезина и Наполеон» — О. Штраус
  - «Только любовь» — М. Самойлов
  - «Ход королевы» — А. Журбин
- 1990
  - «Золото Калифорнии» — А. Рыбников
- 1991
  - «Бал в Савойе» — П. Абрахам
  - «Интриги любви» — М. Самойлов
- 1992
  - «Стеклянная дверь» — В. Якушенко
  - «Ах, похищение» — А. Кулыгин
  - «Фаворит» — М. Самойлов
  - «Хитроумная влюблённая» — А. Рябов
- 1993
  - «Мужчина на выданье» — В. Плешак
  - «Весёлая вдова» — Ф. Легар
  - «Дамы и гусары» — А. Солин
- 1994
  - «Море любви» — М. Самойлов
  - «Я возвращаю ваш портрет»
  - «Гейша» — С. Джонс
- 1995
  - «Красавец мужчина» — И. Якушенко
  - «Ночные ведьмы» — М. Самойлов
  - «Божий одуванчик» — М. Самойлов
  - «Мистер Икс» — И. Кальман
- 1996
  - «Ночь в Венеции» — И. Штраус
  - «Граф Люксембург» — Ф. Легар
  - «Жёлтая кофта» — Ф. Легар
  - «Женитьба гусара» — Г. Гладков
- 1997
  - «Летучая мышь» — И. Штраус
  - «О, Габи!» — А. Гризбил
- 1998
  - «Голландочка» — И. Кальман
- 1999
  - «Цыган-премьер» — И. Кальман
  - «Барышня-крестьянка» — И. Ковнер
- 2000
  - «Целуй меня, Кэт!» — К. Портер
  - «Карнавал у пуделя Чарли» — А. Араратян
- 2001
  - «Фраскита» — Ф. Легар
  - «Чертёнок? Чёрта с два!» — М. Митёкин
  - «Удивительная история» — А. Муратов
- 2002
  - «Змей Горыныч» — П. Саблин
  - «Милые грешницы» — В. Плешак
  - «Аленький цветочек» — М. Самойлов
- 2003
  - «Цыганский барон» — И. Штраус
  - «Волшебная лампа Аладдина» — А. Спадавеккиа
- 2004
  - «Моя жена — лгунья» — В. Ильин, В. Лукашов
  - «День рождения кота Леопольда» — Б. Савельев
  - «Бабий бунт» — Е. Птичкин
- 2005
  - «Севастопольский вальс» — К. Листов
  - «Привидение из Кентервиля» — А. Иванов
  - «Дамских дел мастер» — В. Ильин, В. Лукашов
- 2006
  - «Бременские музыканты» — Г. Гладков
  - «Вождь краснокожих» — М. Самойлов
  - «Марица» — И. Кальман
- 2007
  - «Маленький Мук» — А. Леонтьев
  - «Уроки любви» — И. Край
  - «Продавец птиц» — К. Целлер
  - «Три поросёнка» — С. Михалков
- 2008
  - «Летучий корабль» — М. Дунаевский
  - «Ханума» — Г. Канчели
  - «Брак по-французски» — А. Журбин
  - «Красная шапочка» — А. Терентьев
- 2009
  - «Принцесса цирка» — И. Кальман
  - «Труффальдино» — А. Колкер
  - «Золушка» — А. Спадавеккиа
- 2010
  - «Емеля + Барби = ?» — В. Плешак
  - «Здравствуйте, я ваша тётя!» — О. Фельцман
  - «Василий Тёркин» — А. Новиков
  - «Сильва» — И. Кальман
  - «Маугли» — В. Сташинский
  - «Hip-hop — козлята!» — В. Ермошкин
- 2011
  - «Чудо болотное» — А. Леонтьев
  - «Муж за дверью» — Ж. Оффенбах
  - «Небесный тихоход» — М. Самойлов
  - «В джазе одни девушки»
  - «Белоснежка и семь гномов» — Э. Колмановский
- 2012
  - «Плутни Скапена» — А. Кремер
  - «Как солдат Иван царевну Настю спасал» — (Ох, уж этот Царь Горох!) А. Дериев
  - «Баядера» — И. Кальман
  - «Царевна лягушка» — И. Якушенко
- 2013
  - «Проснись и пой» — Г. Гладков
  - «Брысь» — Я. Дубравин
  - «Два бойца» — Н. Богословский
  - «Герцогиня из Чикаго» — И. Кальман
  - «Котёнок по имени Гав» — Б. Синкин
- 2014
  - «Цыганская рапсодия»
  - «Дюймовочка» — Е. Шашин
  - «Шёл солдат»
  - «Любовь нечаянно нагрянет…» — И. и М. Дунаевские
  - «Весёлая вдова» — Ф. Легар
  - «Чиполлино» — А. Ружицкий
- 2015
  - «Новые приключения кота в сапогах» — Е. Шашин
  - «Подлинная история поручика ржевского» — В. Баскин
  - «В Тридесятом царстве» — Е. Шашин
- 2016
  - «Женитьба Фигаро» — В. Окороков
  - «До свидания, мальчики…»
  - «Самый лучший папа» — В. Улановский
  - «Венская кровь» — И. Штраус
  - «Пойди туда — не знаю куда» — Е. Шашин
- 2017
  - «Большое сердце маленького Хрю» — Е. Шашин
  - «Алые паруса» — М. Дунаевский
  - «Вечера на хуторе близ Диканьки» — А. Зубрич
  - «Спящая красавица» — В. Тур
- 2018
  - «Рэп.ка» — Е. Шашин
  - «А зори здесь тихие» — А. Кротов
  - «Дубровский» — К. Брейтбург
  - «Фиалка Монмартра» — И. Кальман
  - «Чирик кердык ку-ку» — А. Пантыкин
  - «В стране Снежной королевы» — К. Брейтбург
- 2019
  - «Евгений Онегин» — А. Пушкин
  - «Собака на сене» — Г. Гладков
  - «Прекрасная Елена» — Ж. Оффенбах
  - «Принцесса на горошине» — Е. Шашин
  - «Новогодние приключения Маши и Вити» — Г. Гладков
- 2020
  - «Товарищи артисты. История фронтовой бригады» — А. Колкер
  - «Пираты Карибского моря» — В. Сташинский
  - «Биндюжник и король» — А. Журбин
- 2021
  - «Фанфан-тюльпан» — А. Семёнов
  - «Дорогая Памела, или Как бы нам пришить старушку?!» — М. Самойлов
  - «Тайна стоптанных башмачков» — Ю. Донская
- 2022
  - «Искусство жениться» — В. Баскин
  - «Воры» — Б. Лагода
  - «Машенька и Медведь» — Б. Синкин
- 2023
  - «Бесприданница» — А. Петров, О. Петрова